# 일본 인형

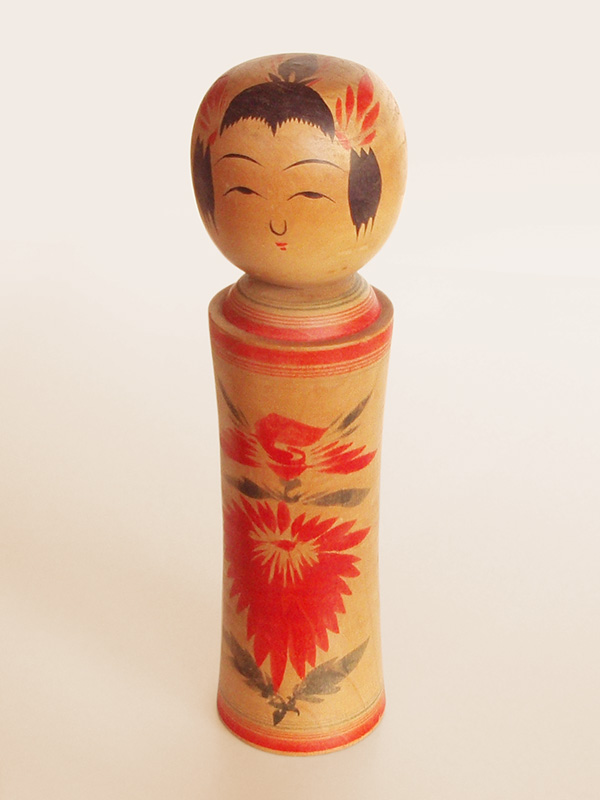
고케시

일본 인형(일본어: 日本人形 니혼닌교[*])은 기모노를 입고 니혼가미를 땋은, 일본의 전통적인 풍속을 담은 인형의 총칭이다.